# Nissan Patrol
Il Nissan Patrol è un fuoristrada giapponese prodotto dalla Nissan Motor in vari modelli e versioni dal 1951.

## Prima serie (4W60)
Il Patrol è il primo fuoristrada giapponese della storia, nasce del 1951 come veicolo militare con il nome progetto 4w60 e con l'intento di dare un veicolo solido, affidabile che potesse pattugliare le coste e l'aspro entroterra giapponese. Da qui il nome Patrol che in inglese significa pattuglia.
Il motore inizialmente era un 6 cilindri benzina di 3700 cm³ da 85 CV, sostituito nel 1956 dal 4.000 cm sempre a benzina da 125 cv. La trazione è posteriore, con anteriore inseribile.
Verso la fine del 1959 dalla versione militare allestita in varie tipologie (vedetta, ambulanza, vigili del fuoco, officina mobile per le ferrovie) verrà una versione per l'uso civile.

## Seconda serie (G60)

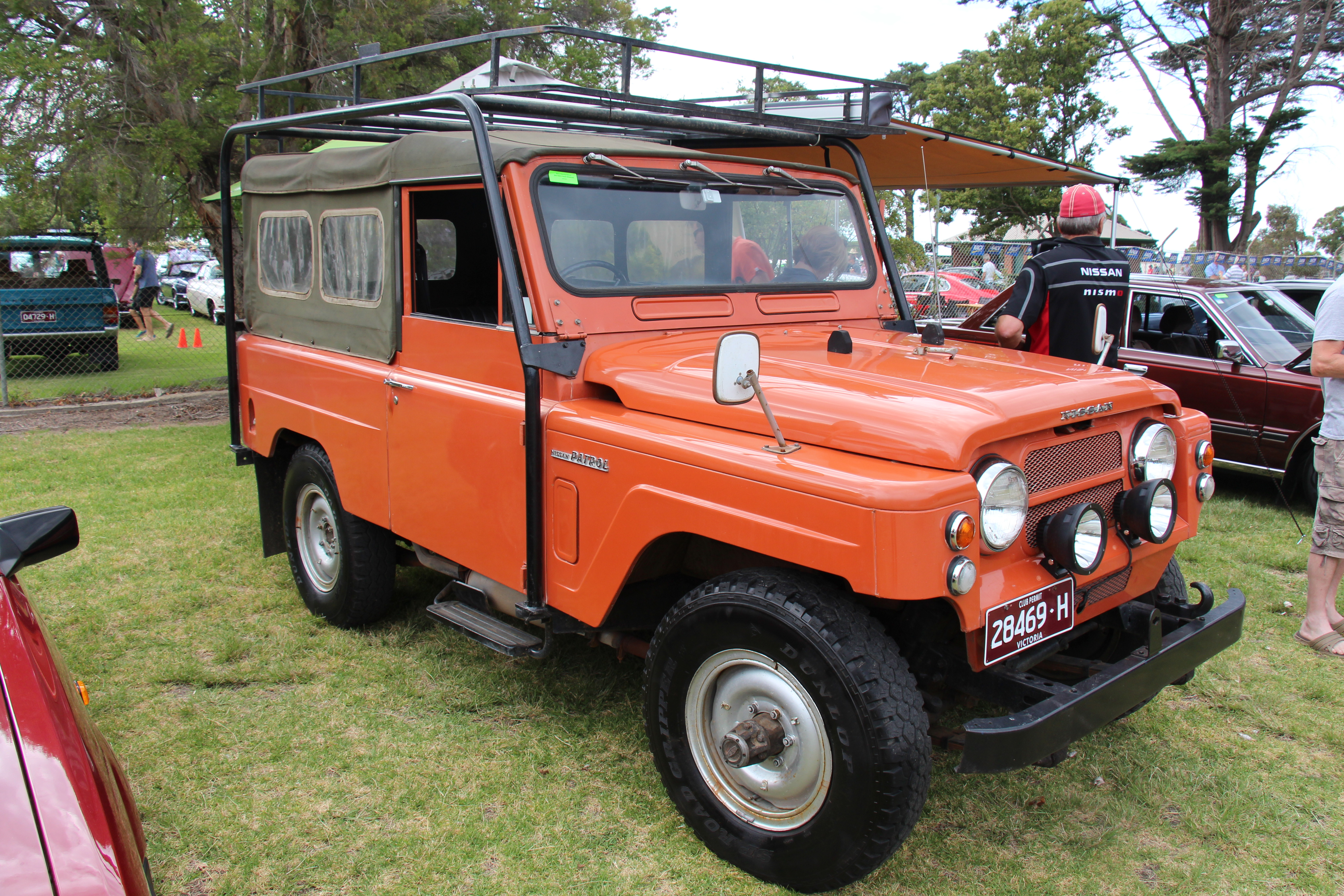
Seconda serie

Nel 1959 esce la seconda serie, denominata G60, che rimarrà in produzione dal 1959 al 1983.
Questa serie, a differenza della prima destinata al solo Giappone, viene esportata in tutto il mondo.
La seconda serie adotta un nuovo motore diesel e benzina a 6 cilindri in linea da 4.000 cm³ (4.0 LP i6).

## Terza serie (160/260)

### Patrol 160 (1980–1989)
Nel 1980 nasce la terza serie, un modello completamente nuovo con carrozzeria squadrata, sigla di progetto K-VR160.
Il motore è il diesel SD33 di 6 cilindri di 3.300 cm³ aspirato, inizialmente inserito nel G60 verso fine serie, successivamente questo motore, con l'aggiunta del turbo, diventerà turbodiesel.
Questa serie verrà prodotta anche in Spagna dal 1983 dalla Motor Ibérica S.A. di Barcellona con il marchio Nissan per la Spagna e la Francia, mentre per altri mercati, come quello italiano, con il marchio Ebro. I modelli base montano anche un motore diesel Perkins a 4 cilindri di 2.700 cm. La gamma alta si compone del motore giapponese da 3.300 cm³ in versione aspirata e turbo.
Nelle versioni a benzina venivano proposti un 2.8 sei cilindri e un 4.0 sei cilindri in linea. La produzione in Spagna termina nel 2001; in 18 anni sono stati assemblati 196.000 esemplari nello stabilimento di Barcellona.
La Nissan Patrol TR "Fanta Limon" ha segnato l'ingresso della casa nipponica nella Parigi-Dakar del 1987, che è stata la prima edizione aperta ai motori diesel. Un successo per la debuttante Nissan che si è piazzata sul gradino più alto del podio tra le vetture a gasolio e nona assoluta.

### Patrol 260 (1986-2002)

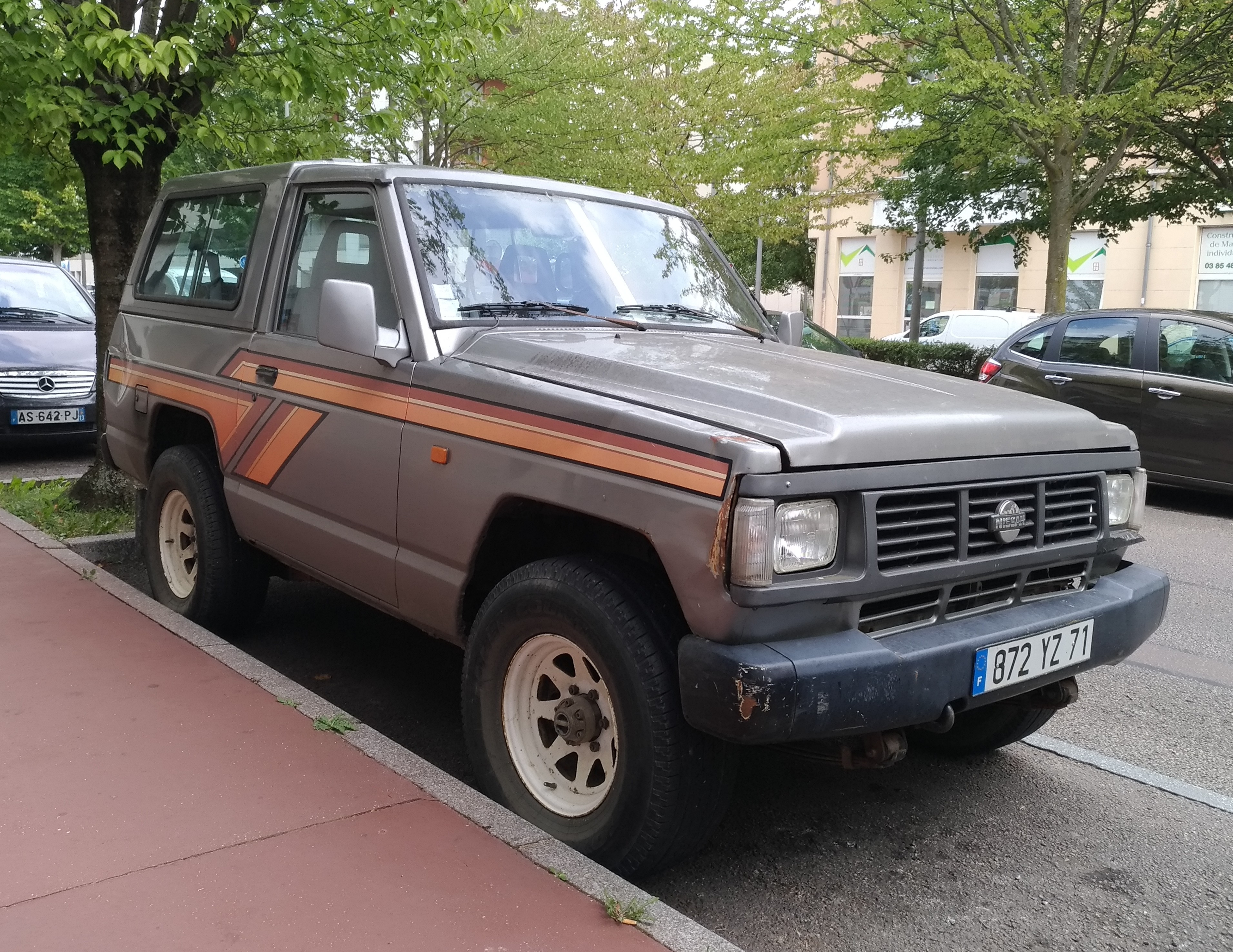
Patrol 260 tre porte

Patrol TR è il nuovo nome dal 1986 al 1993, quando la terza serie viene sottoposta a un restyling, e con l'occasione viene aggiunta la sigla TR, sigla di progetto K-260.
La novità meccanica più importante è l'adozione del motore turbodiesel a 6 cilindri in linea da 2800 cm³ con testata in alluminio, al posto del pesante motore turbodiesel di 3.300 cm³ con testata in ghisa che troverà la sua fine sul modello K 160.
Il Motore 2.8 Td invece avrà una vita lunghissima e verrà installato nei modelli a seguire (Y60 e Y61) fino al 1999.

## Quarta serie (Y60)

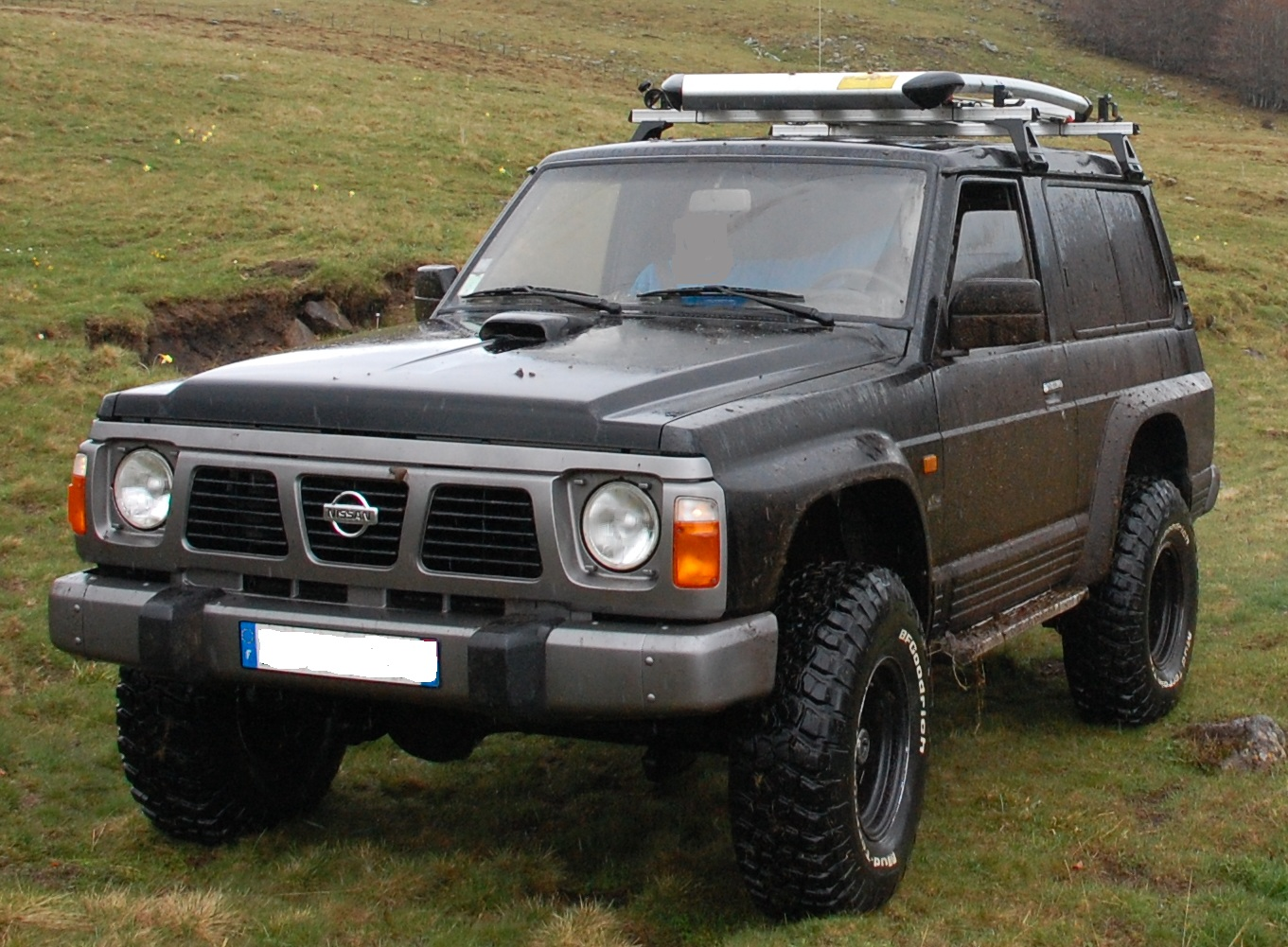
Patrol Y60 tre porte

Nel 1988 nasce il Patrol GR (acronimo di Gran Raid), sigla di progetto Y60.
Si tratta di un fuoristrada completamente nuovo rispetto ai precedenti, realizzato su un nuovo telaio a longheroni con sospensioni a ponte rigido e molle elicoidali (a differenza dei precedenti che avevano le balestre) che garantisce le migliori prestazioni su strada e fuoristrada mantenendo un maggiore comfort a bordo, completando le innovazioni tecnologiche con il primo 4x4 della storia ad adottare la barra stabilizzatrice sganciabile o sway bar per una guida fuoristradistica più efficace.
I propulsori, così come tutti i Patrol, sono sei cilindri in linea, ma il motore più diffuso in Europa è il 2.8 turbodiesel 6 cilindri in linea con 116 cavalli, mentre in altri mercati venivano proposti anche un 4.2 turbo diesel e un 4.2 benzina sempre sei cilindri in linea. 
Il GR, come veicolo proponeva anche raffinatezze meccaniche come l'ABS, il bloccaggio manuale dei differenziali e degli allestimenti di lusso come la versione "America" con parafanghi allargati, cromature, tettuccio apribile, clima, specchi elettrici e impianto stereo 6 diffusori.

## Quinta serie (Y61)

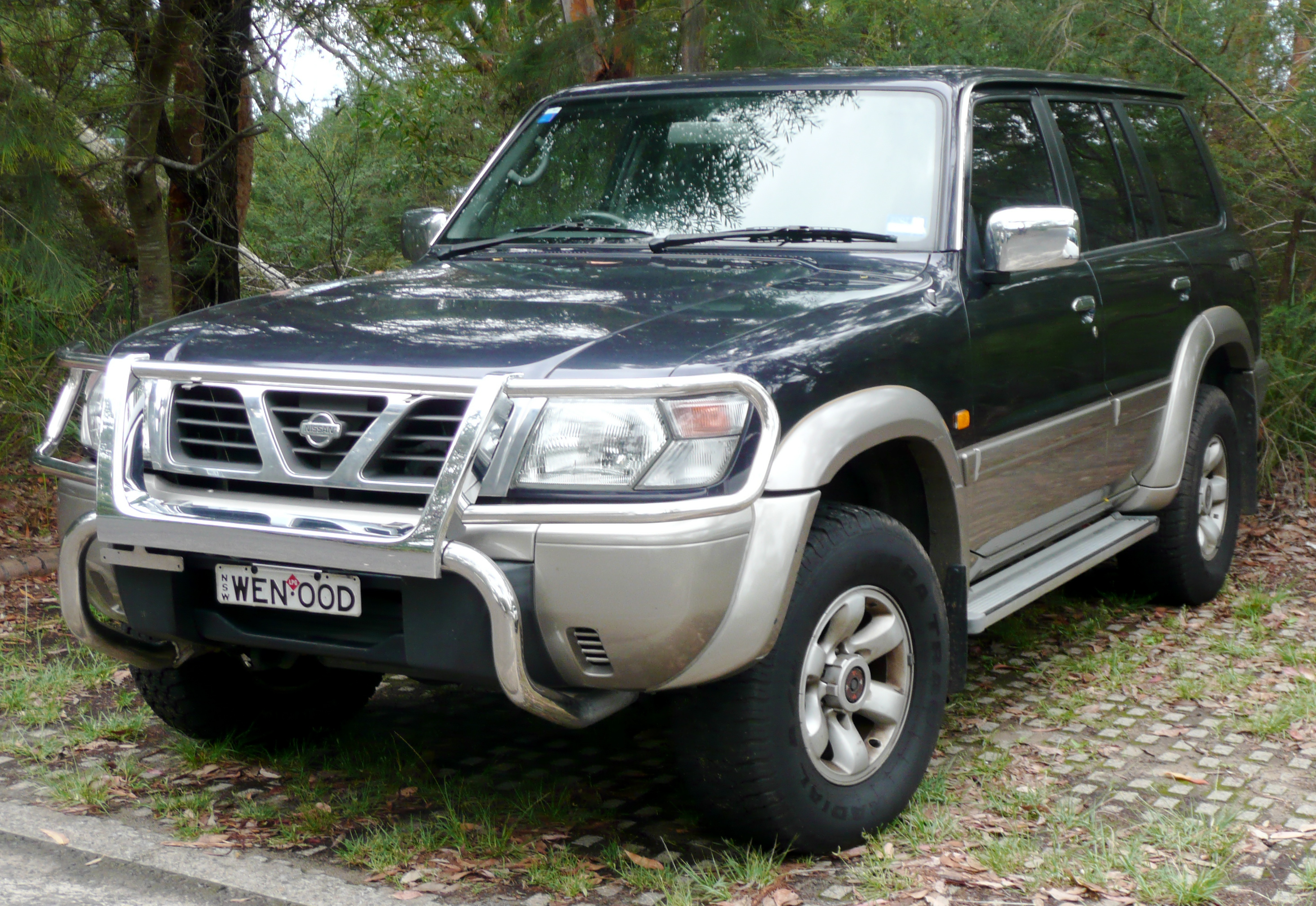
Patrol GR (Y61) Wagon

Nel 1998 esce la nuova serie del Patrol GR, sigla di progetto Y61.
La meccanica è quasi identica, aumenta la carreggiata con qualche miglioria, mentre la carrozzeria e gli interni sono completamente nuovi. Viene abbandonato, per quel che riguarda gli interni, il concetto di fuoristrada spartano, rendendo l'abitacolo ricco di comodità. Sono disponibili due tipi di carrozzeria, una a tre porte e cinque posti a sedere e una a cinque porte e sette posti a sedere, con gli ultimi due sedili comodamente ribaltabili lateralmente per ottenere più volume di carico.
Rispetto alla vecchia serie ora sono presenti gli airbag anteriori, il climatizzatore automatico, mentre rimane invariato lo sblocco della barra stabilizzatrice e la possibilità di inserire il blocco manuale del differenziale posteriore. 
Inoltre i sedili in pelle scamosciata di serie e lucida come optional, riscaldabili e regolabili elettricamente per le versioni 5 porte. Di serie alcune finiture dei pannelli e della plancia in radica, una bussola digitale integrata nella plafoniera assieme all'indicatore della temperatura esterna, l'inclinometro con altimetro fissato sulla plancia per la versione Anniversary e i tergilavafari.
Tra gli optional previsti vengono offerti i cerchi in lega da 16' a sei razze, fendinebbia, tettuccio apribile, bullbar anteriore e posteriore, mozzi anteriori a bloccaggio automatico e una verniciatura dei paraurti in tinta con il resto della carrozzeria, abbinata a un copriruota rigido con bordo cromato anziché la classica verniciatura bicolore e copriruota in pelle.
Il GR Y61 viene offerto con cambio manuale a 5 rapporti di serie oppure con un automatico a 4 rapporti più overdrive su richiesta, entrambi con riduttore. Nelle versioni con cambio automatico è prevista la possibilità di bloccare il cambio nel primo rapporto o nel secondo, per ottenere freno motore nelle discese anche molto ripide e brillantezza di accelerazione nelle salite. 
Nel 2000 viene sostituito il turbodiesel di 2.800 cm³, con un nuovissimo motore turbodiesel con intercooler a iniezione diretta di 3.000 cm³, 4 cilindri, 16 valvole e 158 CV denominato ZD30ddi. 
Vengono aggiunti gli airbag laterali.
Qualche anno dopo, a partire dal 2003 il Patrol GR Y61 subisce un rinnovamento dell'anteriore, con un nuovo paraurti ridisegnato per ospitare i grandi fendinebbia semicircolari, nuovi fari non più in vetro ma in plastica completamente trasparente e una mascherina leggermente ritoccata. I tergifari vengono sostituiti dai soli spruzzini lavafari fissati al paraurti. Rinnovati anche i fanali posteriori. Internamente questa breve serie perde le finiture in radica della plancia centrale, della cornice del cambio e dei pulsanti alzavetro, ora in plastica verniciata in grigio opaco.
In altri mercati veniva proposto anche con motorizzazioni 4.2 Turbodiesel (Td42), un 4.5 benzina (Tb45de) e un 4.8 benzina (Tb48de) tutti a sei cilindri con una versione pick-up venduta con ampio successo in Australia e negli Emirati Arabi.
Le dimensioni del Patrol GR Y61 sono di 4.300 mm di lunghezza per la versione a passo corto, 5.100 mm per la versione a passo lungo, 1.980 mm di larghezza e 1.900 mm di altezza senza barre portatutto per entrambe le versioni.

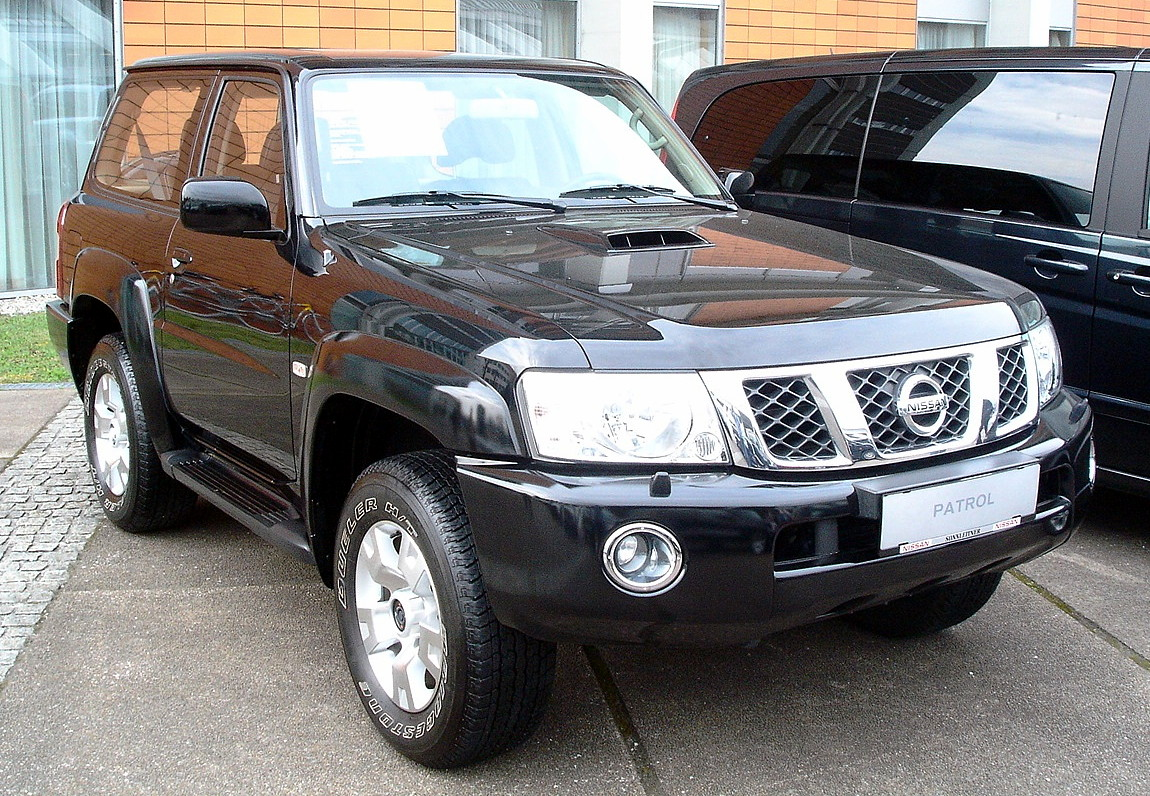
Il Patrol dopo il restyling

Nel fine 2004 debutta un altro restyling come “Model Year 2005”, con l'occasione il modello perde la sigla GR, da questo momento si chiamerà semplicemente Patrol.
Le novità sono per lo più estetiche: frontale e passaruota più squadrati, abbandono definitivo dei tergilavafari per i semplici rostri lavafari e un nuovo cruscotto più lussuoso, con finiture in radica anche sulla corona del volante. Il posteriore ospita fanali di forma più allungata ed il copriruota è rigido di serie con stampata la scritta "PATROL". Il motore di 3.000 cm³, nel 2007, passa da 158 a 163 CV con l'inserimento del sistema "common-rail". I cerchi con gli pneumatici passano da 16" a 17" e 18,5".
Verso la fine del 2009 il Patrol Y61 non viene più venduto in Italia, ma rimane nei listini di alcuni paesi africani, arabi, e quello australiano.

## Sesta serie (Y62)

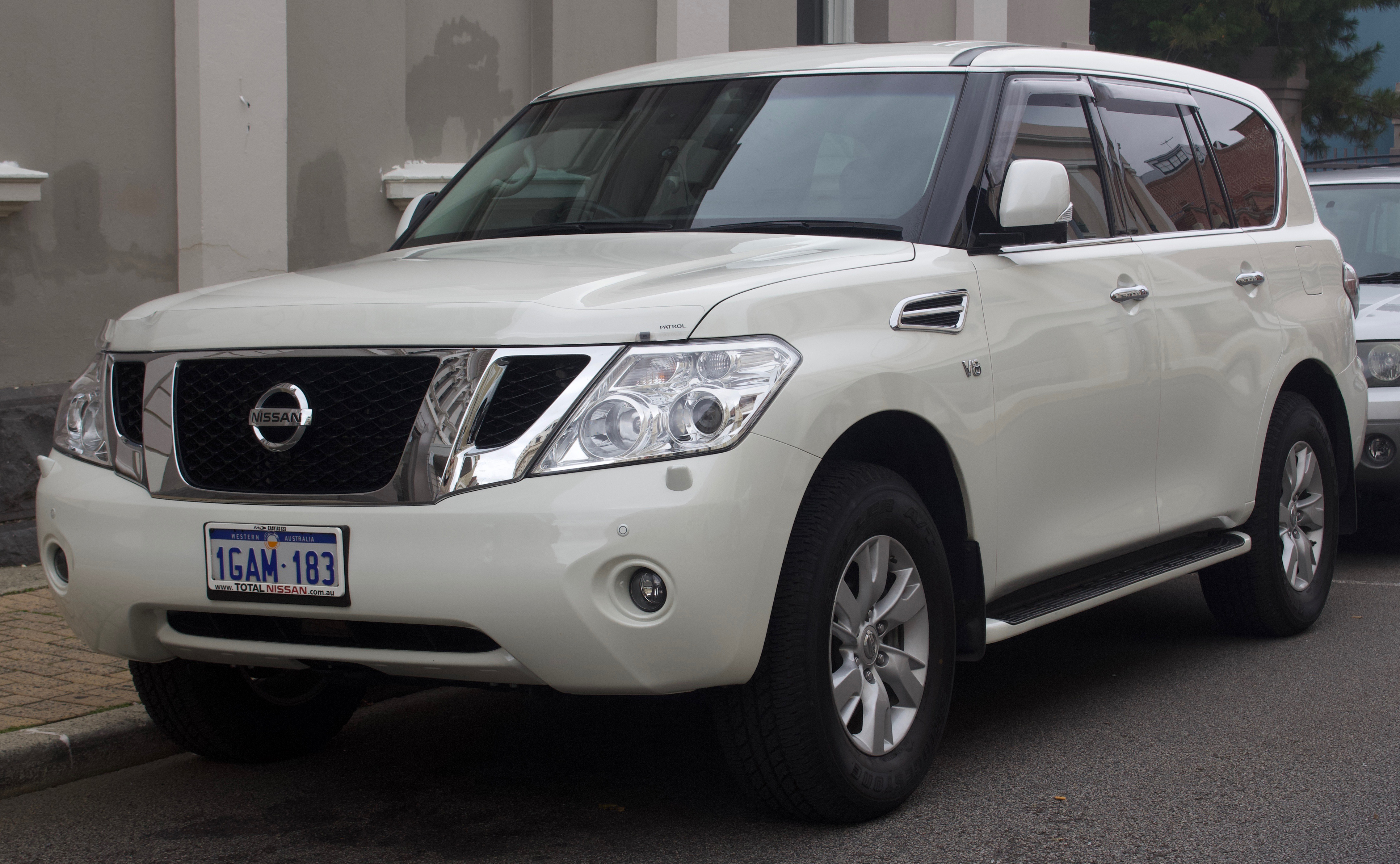
Patrol Y62

Nel 2010 al modello Y61 viene affiancato il nuovo modello Y62 completamente differente dai suoi predecessori sia come motorizzazioni che come meccanica. Mantiene il telaio a longheroni mentre le novità più evidenti sono lo schema di sospensioni indipendenti controllate elettricamente, soluzione inedita nel modello Patrol che per 50 anni ha sempre mantenuto lo schema a doppio asse rigido, mantenendo la trasmissione con riduttore senza possibilità di bloccaggio manuale che viene demandato ad un sistema di gestione simile all’i-mode Nissan.
La nuova scocca è più bombata e gli interni vengono concepiti per garantire un maggior comfort e offrono allestimenti più eleganti e lussuosi. Dal Patrol Y62 è stata ricavata anche la Infiniti QX80, modello gemello con le uniche differenze concentrate nel frontale che adotta la classica calandra a clessidra tipica delle Infiniti e i fanali dal disegno più sportivo. 

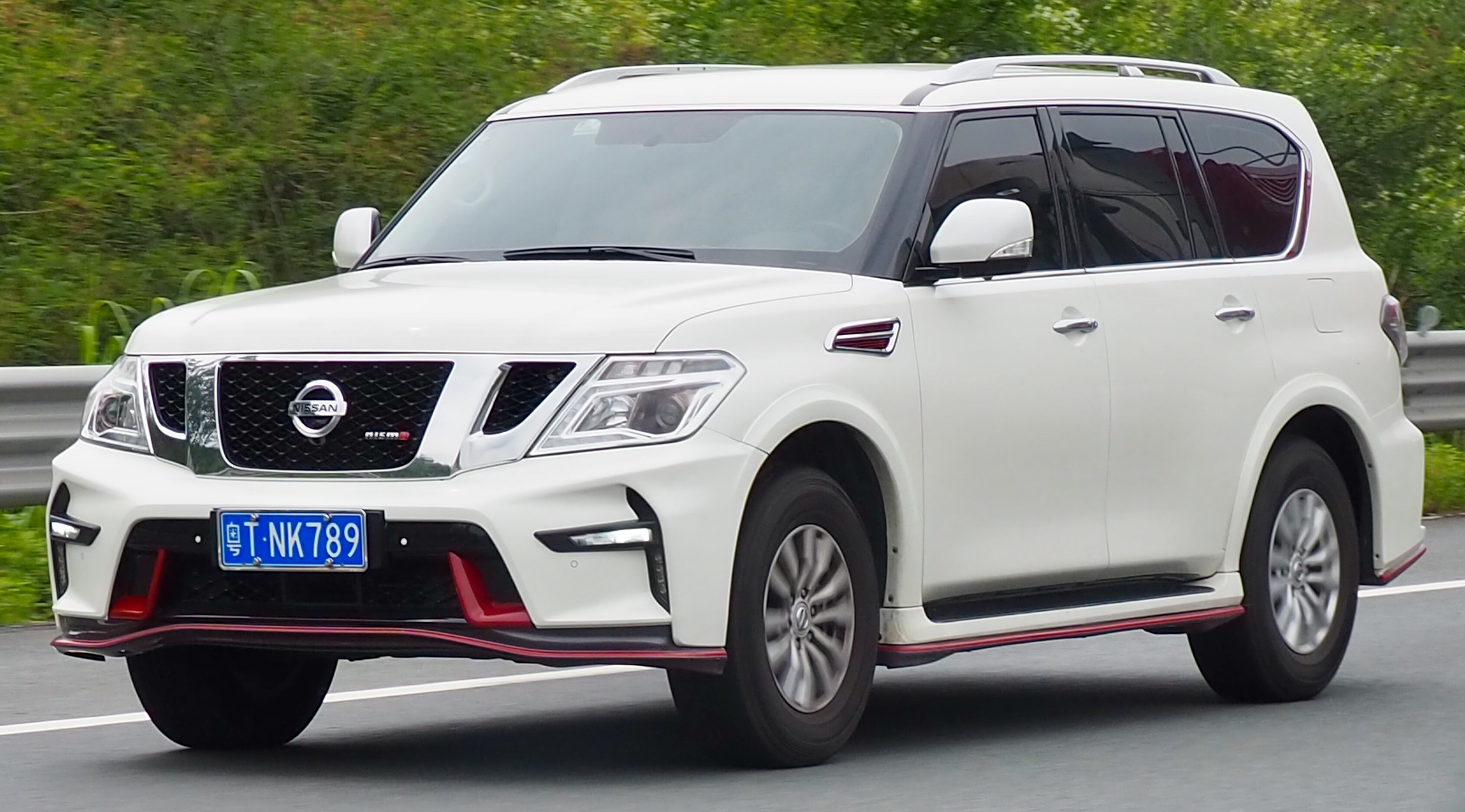
Nissan Patrol Nismo 2018

Le motorizzazioni proposte sono due entrambe a benzina con un 4.0 V6 e un nuovo 5.6 V8 (codice motore VK56VD) a iniezione diretta erogante 400 cavalli entrambi abbinati alla trasmissione automatica a sette rapporti. Nel 2015 NISMO ha presentato la versione sportiva equipaggiata con il motore 5.6 erogante 428 cv portando un record di ordinativi al momento del debutto negli Emirati Arabi dove è il veicolo alta gamma più venduto.
Negli Stati Uniti il Patrol Y62 viene commercializzato come Nissan Armada dal 2016.

### Restyling 2019

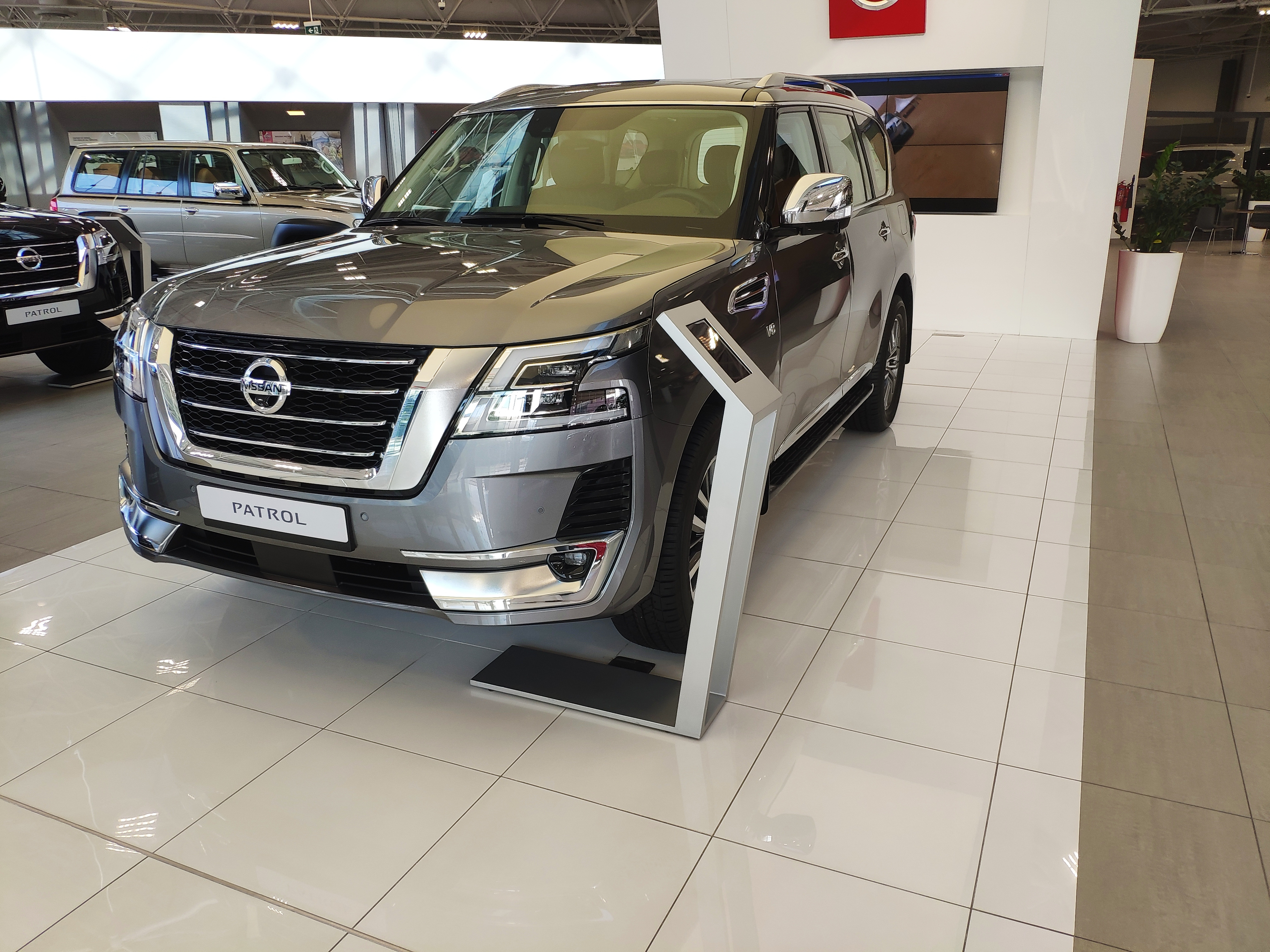
Patrol Y62 dopo il restyling 2019

Nel settembre 2019 viene presentato un secondo restyling che vede l’introduzione di un nuovo frontale con la calandra V-Motion più squadrata e nuovi fanali rettangolari full LED, nuovi paraurti anteriori e posteriori e nuove minigonne laterali. Internamente la plancia viene ridisegnata con l'introduzione di un doppio shermo touchscreen (uno per l’impianto di infotainment e un secondo per i comandi del climatizzatore), viene introdotta la compatibilità con Android Auto e Apple CarPlay e debuttano i sistemi di sicurezza ADAS con radar anticollisione, rilevamento pedoni e ciclisti, frenata d’emergenza e mantenimento corsia attivo. Dal 1951 al settembre 2019 Nissan ha venduto circa 1,9 milioni di Patrol nel mondo. Nel 2025 arriva una diversa serie più bella che esiste